# Museum voor Islamitische Kunst (Doha)
Het Museum voor Islamitische Kunst is een museum in Doha, de hoofdstad van Qatar.
De collectie islamitische kunst bevat onder meer manuscripten, textielen en keramieken uit meerdere continenten. Het in 2008 voor het publiek geopende museum is gebouwd op een aangelegd schiereiland in de Perzische Golf naar ontwerp van de architect I.M. Pei.